# Suzette Jordan

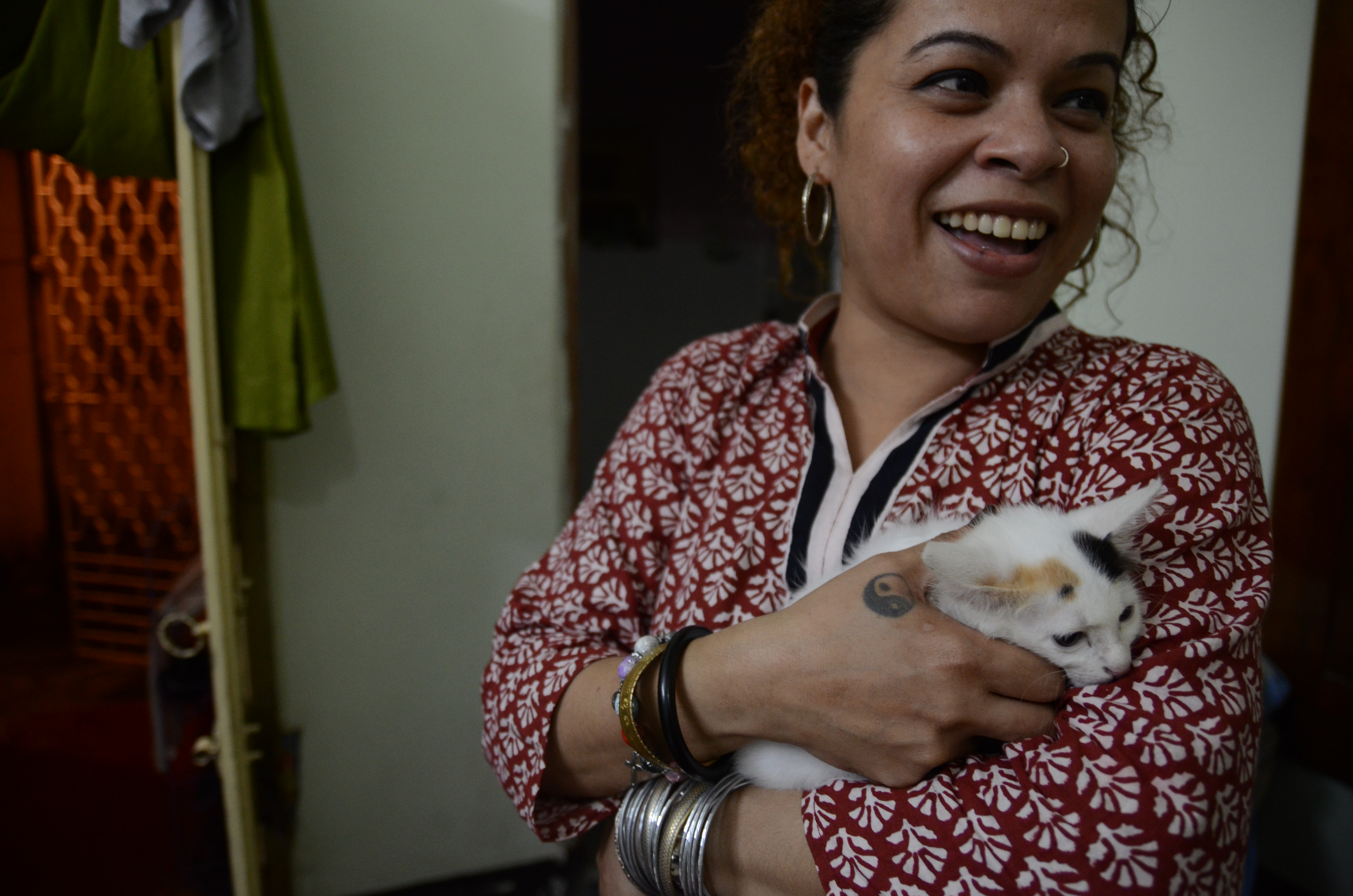
Suzette Jordan mit ihrer Katze

Suzette Jordan (* 1974; † 13. März 2015 in Kalkutta) war eine indische Aktivistin und wurde durch die in den Medien sogenannte „Park-Street-Vergewaltigung“ bekannt. Bis zu ihrem Tod kämpfte sie für die Verurteilung der Täter.

## Leben
Über Suzette Jordans Leben ist vor dem Park Street Vorfall eher wenig bekannt. Sie wurde 1974 geboren (Ort unbekannt) und war geschieden. Aus dieser Ehe gingen zwei Töchter hervor. Ihr Freund starb nach ihrer Aussage bei einem Motorradunfall.
Zur Zeit des Gerichtsverfahrens, in dem der Park Street Vorfall juristisch aufgerollt wurde, lebte Suzette Jordan mit ihren zwei Töchtern und ihrer Mutter in einer Wohnung in Kalkutta. Diese Wohnform ohne ein männliches Familienmitglied ist für indische Verhältnisse nach ihrer eigenen Aussage ungewöhnlich. Zudem war sie katholisch und gehörte damit einer religiösen Minderheit in Indien an. 
Suzette Jordan starb im März 2015 in einem Krankenhaus an den Folgen einer Meningoenzephalitis.

## Park-Street-Vergewaltigung
Am 6. Februar 2012 wurde Suzette Jordan zum Opfer einer brutalen Vergewaltigung, die als „Park Street Rape“ in Indien und darüber hinaus bekannt wurde. Nach einem Bar-Besuch in einem wohlhabenden und vermeintlich modernen Viertel Kalkuttas nahm Suzette Jordan das Angebot eines jungen Mannes an, sie in seinem Auto nach Hause zu fahren. Darauf folgte der gewalttätige Missbrauch: als sie zu ihrem Begleiter in das Auto stieg, hielten sich dort drei weitere Männer versteckt. Als das Auto losfuhr, begann die Vergewaltigung. Ein fünfter Mann wurde auf dem Weg abgeholt und beteiligte sich ebenfalls an der Vergewaltigung. Suzette Jordan wurde gewaltsam festgehalten und ihr wurde eine Schusswaffe in den Mund gesteckt. Neben der sexuellen Gewalt erfolgten weitere physische Übergriffe, so wurde Suzette beispielsweise massiv gebissen. Sie überlebte schwer verletzt und wurde von einer ihrer Töchter abgeholt und erstversorgt.
Zwei Tage nach dem Vorfall entschied sich Suzette Jordan, die Männer anzuzeigen.
Zum Zeitpunkt ihres Todes waren erst drei der fünf Männer verhaftet worden. Im Dezember 2015 wurden diese drei Täter zu einer 10-jährigen Gefängnisstrafe verurteilt. Die anderen beiden Täter, die bis dahin flüchtig waren, wurden im September 2016 verhaftet und stehen seitdem vor Gericht. Über den Ausgang des Gerichtsurteils ist nichts bekannt.

## Politische Einordnung
Nach indischem Recht wird die Identität von Vergewaltigungsopfern geheim gehalten. In der indischen Kultur ist weit verbreitet, dass Vergewaltigungsopfern häufig die Schuld an der Tat selbst zugesprochen wird, und zugleich wird behauptet, dass vergewaltigte Frauen Schande über die Familie bringen. Die Ministerpräsidentin von Westbengalen, Mamata Banerjee, folgte dieser Kultur und nannte Suzette Jordan eine Lügnerin und warf ihr vor, mit ihrer Anklage die Regierung blamieren zu wollen. Suzette Jordan litt stark unter dieser Kultur, entschied sich aber dennoch, im Juni 2013 ihre Anonymität aufzugeben. Ihr Ziel war es, dass ihre Vergewaltiger zur Rechenschaft gezogen werden sollten; darüber hinaus wollte sie Aufmerksamkeit auf die hohe Zahl an Vergewaltigungen sowie die einhergehende Unterdrückung der Opfer in Indien lenken.
„Ich bin es leid, meine wahre Identität zu verstecken. Ich bin die Gesetze und Regeln dieser Gesellschaft leid. Ich bin es leid, dass mir das Gefühl gegeben wird, ich müsse mich schämen. Und ich bin es leid, verängstigt zu sein, weil ich vergewaltigt wurde. Genug ist genug. Verfremdet nicht meine Stimme, verzerrt nicht mein Foto. Mein Name ist Suzette Jordan und ich will nicht länger als das Opfer der Gruppenvergewaltigung von Kalkuttas Park-Street bekannt sein.“ 
Suzette Jordan setzte sich ausgehend vom Park-Street-Vorfall dafür ein, Vergewaltigungsopfern eine Stimme und ein Gesicht zu geben, was ihr in vielen Kreisen als sehr mutig angerechnet wurde: Sie sprach sich öffentlich in Talkshows und auf Onlinemedien wie Facebook gegen die Demütigung und die Diskriminierung von Opfern aus. Sie wurde dadurch zu einem Vorbild für zahlreiche Demonstrationen in Indien gegen Vergewaltigungen und zu einer bekannten Kämpferin für Frauenrechte. 
Kurzzeitig arbeitete sie darüber hinaus als Helferin bei einer Hotline für Vergewaltigungsopfer. Nach der Bekanntgabe ihrer Identität regte sich gegen Suzette Jordan aber auch viel Widerstand, so wurde ihr beispielsweise in Kalkutta der Zutritt zu einem Restaurant verweigert, und sie litt unter massiver Hetze in ihrer Nachbarschaft, was sie schließlich zu einem Umzug bewegte. Suzette litt sowohl an diesen Folgen als auch an der Vergewaltigung selbst stark und versuchte sogar, sich das Leben zu nehmen.
Durch den Gang an die Öffentlichkeit schaffte Suzette Jordan es, einen gewissen Druck aufzubauen, und die polizeilichen Ermittlungen liefen wieder an – diese waren vorher staatlicherseits blockiert worden; eine Polizistin, die sich mit diesem Fall beschäftige, wurde sogar nach ihrer geleisteten Aufklärung des Falls entlassen.
Durch Suzettes Kampf und die daraus resultierende öffentliche Aufmerksamkeit in Kontext mit der Park-Street-Vergewaltigung wurde wiederholt ein Schlaglicht auf Vergewaltigungen in Indien geworfen: Statistiken zeigen, dass Indien mit mehr als 100 angezeigten Vergewaltigungen pro Tag zu den gefährlichsten Ländern der Welt für Frauen gehört. Die Dunkelziffer der tatsächlichen Vergewaltigungen dürfte weit höher liegen: Viele Vergewaltigungen werden aber nicht zur Anzeige gebracht, da in Indien nach wie vor den Opfern die Schuld für die sexuelle Gewalt zugeschrieben wird.